# Melogona scutellare
Melogona scutellare är en mångfotingart som först beskrevs av Ribaut 1913.  Melogona scutellare ingår i släktet Melogona och familjen spinndubbelfotingar. Inga underarter finns listade i Catalogue of Life.